# تبارشناسی ژنتیکی قانونی
تبارشناسی ژنتیکی قانونی یا تبارشناسی ژنتیکی تحقیقی (انگلیسی: Investigative genetic genealogy) روش جدید استفاده از اطلاعات ژنتیکی برای شناسایی مظنونان یا قربانیان در پرونده‌های جنایی است. تا دسامبر ۲۰۲۳، استفاده از این فناوری در مجموع ۶۵۱ پرونده جنایی را حل کرده است، از جمله ۳۱۸ مجرم حقیقی که شناخته شده‌اند. همچنین ۴۶۴ درگذشته و همچنین ۴ شخص زنده شناسایی شده است. توان تحقیقی تبارشناسی ژنتیکی حول استفاده از پایگاه‌های اطلاعاتی تبارشناسی در دسترس عموم مانند ژن‌مچ و Family TreeDNA می‌چرخد. در ژن‌مچ کاربران می‌توانند داده‌های ژنتیکی خود را از هر شرکتی بارگذاری کنند تا بستگانی را که در شرکت‌هایی غیر از خودشان آزمایش و نمونه داده‌اند را شناسایی کنند.